# Uniwersytet w Niszu
Uniwersytetu w Niszu (serb. Универзитет у Нишу) – publiczny uniwersytet w Serbii, który ma około 26 tys. studentów, 1514 wykładowców i siedzibę w mieście Nisz. Został założony w 1965 roku i jest dziś podzielony na 13 wydziałów.
Uniwersytet został zbudowany w czerwcu 1965 roku z niezbędnym wsparciem Uniwersytetu w Belgradzie. Wówczas dzielił się na trzy wydziały, a 6800 studentów udało się do uczelni. Ze względu na wzrost populacji w regionie, uniwersytet został rozszerzony poprzez dodanie nowych szkół.
Na początku trzeciego tysiąclecia, uniwersytet ten jest wielkości średniej i składa się z 13 wydziałów: Pracy, Budownictwa i Architektury, Elektryczny, Humanistyki, Mechaniczny, Lekarski, Matematyki, Filozoficzny, Kultury Fizycznej, Prawa, Technologii, Ekonomiczny, oraz Pedagogiczny. Wydział Technologii znajduje się w mieście Leskovac i Wydział Edukacji znajduje się w mieście Vranje. Pozostałe wydziały mają siedzibę w Niszu.
Do 2002 r. liczba nauczycieli akademickich wzrosła do 1410, zaś liczba studentów wynosi około 27 tys., w tym 433 zagranicznych studentów.